# Mặt nạ xanh
Mặt nạ xanh (tiếng Anh: The Mask) là một bộ phim hài về đề tài siêu anh hùng của Mỹ năm 1994 do Chuck Russell đạo diễn và Mike Werb chắp bút phần kịch bản, chủ yếu dựa trên nhân vật truyện tranh cùng tên của Dark Horse Comics. Tác phẩm là sự hợp tác sản xuất giữa New Line Cinema và Dark Horse Entertainment và chính thức được công chiếu vào 29 tháng 7 năm 1994. Jim Carrey thủ vai chính Stanley Ipkiss, một người vô tình nhặt được chiếc mặt nạ của Loki và nó đã biến anh trở thành một tên găng-xtơ ngổ ngáo với điệu cười nhe cả hàm răng, sở hữu siêu năng lực kỳ diệu có thể làm được mọi thứ mình muốn. Dàn diễn viên phụ trong phim bao gồm Peter Greene, Amy Yasbeck, Peter Riegert, Richard Jeni, Ben Stein, Joely Fisher, và nổi bật là Cameron Diaz – diễn viên hóa thân vào vai người tình xinh đẹp của Ipkiss, Tina Carlyle.
Bộ phim đã lọt vào tốp 10 phim có doanh thu cao nhất năm đó, đồng thời nhận lời khen từ giới chuyên môn. Không chỉ đưa tên tuổi của Carrey trở thành một trong những danh hài nổi tiếng nhất, tác phẩm còn đặt bệ phóng cho Cameron Diaz trên con đường trở thành một ngôi sao điện ảnh tầm cỡ trong vai trò nữ chính. Carrey giành được đề cử Quả cầu vàng cho diễn xuất tuyệt với của mình, còn bộ phim cũng được đề cử giải Oscar cho hiệu ứng hình ảnh xuất sắc nhất (Tom Bertino, Jon Farhat, Scott Squires và Steve 'Spaz' Williams), nhưng cuối cùng lại thất bại trước phim Forrest Gump. Phần hậu truyện độc lập của phim, Son of the Mask ra rạp vào năm 2005.

## Cốt truyện
Stanley Ipkiss là một người đàn ông hiền lành, nhút nhát làm việc tại một ngân hàng tại thành phố Edge và luôn gặp xui xẻo trong cuộc sống thường ngày. Anh thường bị mọi người xung quanh hắt hủi, chế nhạo, ngoại trừ chú chó sục Jack Russell và người bạn đồng nghiệp thân thiết Charlie Schumaker. Trong khi đó, tên trùm xã hội đen Dorian Tyrell đang điều hành một hộp đêm có tên Coco Bongo và âm mưu lật đổ ông chủ của mình Niko. Một ngày nọ, Tyrell cử bạn gái mình là Tina Carlyle thâm nhập vào ngân hàng mà Stanley làm việc để quay phim lại cách bố trí của nó hòng chuẩn bị cho một vụ cướp ngân hàng.
Stanley bị Tina thu hút và muốn gặp cô để đền đáp lại tình cảm của mình. Sau khi bị bảo vệ ngăn cản không cho vào Coco Bongo, anh tìm thấy một chiếc mặt nạ gần bến cảng. Sau đó anh đặt mặt nạ lên mặt mình và lập tức biến thành một tên có mặt xanh lè, mặc vest chỉnh tề cùng một phong thái hài hước kỳ lạ được gọi là "Mask" (Kẻ đeo mặt nạ), người có thể thay đổi bản thân và làm được bất kỳ điều gì với môi trường xung quanh theo ý thích của mình. Sau khi làm bà chủ nhà gắt gỏng của mình hoảng sợ, Stanley cũng trừng trị những kẻ bắt nạt mình trước đó, bao gồm tiệm sửa xe mà anh đến hôm trước và bọn cướp trên đường phố muốn trấn lột anh, dạy chúng một bài học bằng cách biến một quả bóng bay thành một khẩu súng to bự dọa chúng sợ chết khiếp.
Sáng hôm sau, Stanley gặp Trung úy Mitch Kellaway và nhà báo Peggy Brandt để điều tra về tung tích của tên Mask hôm trước. Dù vẫn bị cảnh sát theo dõi sát sao nhưng để có tiền vào buổi biểu diễn của Tina, anh một lần nữa biến thành Mask để cướp ngân hàng, vô tình phá hỏng kế hoạch của Tyrell. Tại Coco Bongo, Stanley xuất hiện và bất ngờ lên sân khấu nhảy cuồng nhiệt cùng Tina trước khi kết thúc bằng một nụ hôn nồng cháy. Sau một cuộc đối đầu quyết liệt với Tyrell, Stanley bỏ trốn và vô tình để lại một mảnh vải từ bộ vest trước khi nó biến trở lại thành bộ đồ ngủ của anh.
Stanley bị Trung úy Kellaway thẩm vấn về mảnh vải anh để lại hiện trường nhưng anh phủ nhận và vội vã đi tìm Tiến sĩ tâm lý học Arthur Neuman, người kể với Stanley về chiếc mặt nạ của Loki - một vị thần bóng tối nghịch ngợm trong thần thoại Bắc Âu. Nhằm chứng minh rằng mình đang giữ chiếc mặt nạ đó, Stanley lập tức đeo chiếc mặt nạ vào nhưng nó chỉ giống như một mặt nạ bình thường. Đêm đó, Stanley tiếp tục biến thành Mask và gặp Tina tại công viên, nhưng cuộc gặp đã bị gián đoạn bởi Trung úy Kellaway, người luôn tìm cách truy bắt anh. Stanley đã dùng phép thuật của chiếc mặt nạ để khiến phần lớn các cảnh sát ở đó biểu diễn bài hát "Cuban Pete" của Desi Arnaz với mình. Sau đó Stanley tháo mặt nạ và bỏ trốn cùng Peggy, nhưng cô đã phản bội anh khi đưa chiếc mặt nạ cho Tyrell vì số tiền thưởng 50,000 USD. Tyrell đeo chiếc mặt nạ và biến thành một con quỷ xanh ác độc. Hắn bắt Stanley khai ra chỗ cất giấu số tiền rồi bịt miệng, trói anh nhốt vào một chiếc xe trong khi thuộc hạ của hắn đi lấy tiền. Stanley sau đó bị hắn ném cho Trung úy Kellaway cùng với một chiếc mặt nạ cao su giả màu xanh, và anh ngay lập tức bị bắt giữ.
Và rồi Stanley nói chuyện với Tina trong đồn cảnh sát, thuộc hạ của Tyrell theo dõi Tina thì bị cô đánh. Sau đó, Tina bị Tyrell bắt được và cho lên xe của hắn. Stanley tìm cách thoát ra ngoài thì Milo (con chó của Stanley) đến cứu chủ, đã nhảy lên được cửa sổ. Stanley thoát ra được, bắt Trung úy Kellaway làm con tin. Tyrell đeo mặt nạ vào biến thành một con quỷ xanh ác độc. Rồi sau đó, con quỷ xanh ác độc giết Niko, trói Tina lại và kích hoạt thuốc nổ. Tina muốn một nụ hôn cuối cùng của Tyrell, Tina đá mặt nạ ra khỏi tay Tyrell và Milo đã bắt được chiếc mặt nạ, Stanley nói nó chạy đi còn mình cứu Tina. Sau đó, Milo đeo mặt nạ vào và đuổi hết bọn thuộc hạ của Tyrell. Stanley và Tyrell đánh nhau một hồi sau, Stanley đấm Tyrell ngã vào máy đánh bạc. Gặp Milo, Stanley tháo mặt nạ và bị nhiều tên thuộc hạ của Tyrell bắn vào mặt nạ, Stanley nhảy vào để lấy mặt nạ. Sau đó, anh biến thành Mask. Mask ăn thuốc nổ và nói nó như thịt viên trộn ớt. Tyrell định giết Stanley "Mask" và Tina thì Milo báo hiệu cho Stanley, Stanley vẽ cần gạt xả nước, Tyrell bước vào thì bị cuốn trôi theo dòng nước, Stanley tháo mặt nạ và định hôn Tina thì cảnh sát đến. Trung úy Kellaway bắt Stanley thì ngài thị trưởng can ngăn. Ngài nói rằng Stanley đã cứu mình và yêu cầu trung úy đến văn phòng vào ngày mai. Ngày hôm sau, Charlie chở Tina, Stanley đến cây cầu, Stanley ném mặt nạ xuống sông và hôn Tina. Charlie nhảy xuống sông lấy mặt nạ thì Milo đã lấy được nó trước.

## Diễn viên
|                    | Diễn viên          | Nhân vật                       | Thông tin bên lề |
| Dàn nhân vật chính | Jim Carrey         | Stanley Ipkiss/The Mask        | Diễn viên Carrey nhận xét rằng nhân vật Stanley có nét tính cách khá giống với cha anh: "một anh chàng tốt bụng, luôn cố gắng làm việc hết sức để đạt được mục đích". Carrey chỉ được trả 450.000 USD để làm diễn viên chính trong bộ phim, một món hời lớn đối với hãng phim New Line Cinema thời điểm đó. |
| Dàn nhân vật chính | Cameron Diaz       | Tina Carlyle                   | Cô là bạn gái Dorian Tyrell và là một ca sĩ biểu diễn coco bongo, người sau này đã trở thành tình nhân của Standley. Vai điễn này đánh dấu sự ra mắt khán giả lần đầu của Cameron Diaz trong làng điện ảnh. Trước khi Diaz nhận lời, hãng phim đã từng đưa Anna Nicole Smith, Vanessa L. Williams và Kristy Swanson vào danh sách đề cử. Sau 12 lần thử vai, cuối cùng Diaz cũng được chính thức nhận vai chỉ một tuần trước khi phim bắt đầu ghi hình. |
| Dàn nhân vật phụ   | Peter Greene       | Dorian Tyrell                  | Tyrell là một tên cướp sừng sỏ sở hữu cả một thế giới ngầm của riêng hắn. Greene đã được nhận vai sau khi lựa chọn hàng đầu của hãng Gary Kemp từ chối. |
| Dàn nhân vật phụ   | Peter Riegert      | Trung úy Mitch Kellaway        | Một thanh tra cảnh sát luôn hoài nghi về danh tính của Kẻ đeo mặt nạ. Trước khi Riegert nhận lời, hãng phim từng định chọn Richard Gere vào vai diễn này. |
| Dàn nhân vật phụ   | Richard Jeni       | Charlie Schumaker              | Đồng nghiệp và là người bạn thân nhất của Stanley. |
| Dàn nhân vật phụ   | Jim Doughan        | Thanh tra Doyle                | Trợ lý cộng sự của Trung úy Kellaway. |
| Dàn nhân vật phụ   | Amy Yasbeck        | Peggy Brandt                   | Một nữ phóng viên từng hút hồn Stanley. Trong một cảnh phim bị cắt, Peggy bị giết bởi Dorian khi hắn ta lần đầu biến thành "Kẻ đeo mặt nạ" khi ném cô vào cái máy ép báo mà sau này hình ảnh cô bị đè bẹp được in lên trang nhất của tờ báo đó. |
| Dàn nhân vật phụ   | Orestes Matacena   | Niko                           | Một ông trùm mafia thành phố Edge, chủ nhân hộp đêm Coco Bongo và là cái gai trong mắt Tyrell. |
| Dàn nhân vật phụ   | Nancy Fish         | Bà Peenman                     | Chủ nhà luôn gắt gỏng Stanley |
| Dàn nhân vật phụ   | Tim Bagley         | Irv Ripley                     | Một tên thợ sửa chữa xe luôn chèn ép Stanley. |
| Dàn nhân vật phụ   | Johnny Williams    | Burt Ripley                    | Thợ sửa chữa và em của Irv. |
| Dàn nhân vật phụ   | Reginald E. Cathey | Freeze                         | Trung úy và người đồng chí đáng tin cậy của Dorian Tyrell, anh vô tình bị The Mask hại chết, dẫn đến việc Tyrell tiến đến trả thù cá nhân với Ipkiss. |
| Dàn nhân vật phụ   | Denis Forest       | Sweet Eddy                     | Một trong những tay chân của Tyrell. Trước khi Forest nhận vai, xưởng phim từng cân nhắc Chris Elliott cho vai diễn. |
| Dàn nhân vật phụ   | Ivory Ocean        | Mitchell Tilton                | Thị trưởng thành phố Edge. |
| Dàn nhân vật phụ   | Joely Fisher       | Maggie                         | Một trong những đồng nghiệp khác của Stanley. |
| Dàn nhân vật phụ   | Ben Stein          | Tiến sĩ Arthur Neuman          | Một nhà tâm lý học. Ông là nhân vật duy nhất xuất hiện trong cả The Mask và phần hậu truyện độc lập của nó Son of the Mask. |
| Dàn nhân vật phụ   | Royal Crown Revue  | Chính họ/Nhóm nhảy Coco Bongo. | — |

## Sản xuất

### Phát triển
Năm 1989, Mike Richardson và Todd Moyer – phó giám đốc điều hành của Dark Horse Comics lần đầu tiếp cận với New Line Cinema nhằm mong muốn hãng chuyển thể bộ truyện tranh The Mask lên màn ảnh rộng, sau khi nhận được một vài lời đề nghị khác. Nhân vật chính The Mask trải qua nhiều lần bị thay đổi, và dự án cũng bị đình trệ vài lần. Theo Mike Richardson, một ý tưởng "Mask" chưa được dùng bao giờ là biến cốt truyện thành một câu chuyện về kẻ chế tác chiếc mặt nạ – người chuẩn bị đối đầu với những tử thi để giễu cợt bọn thiếu niên rồi biến chúng thành xác sống. Dù lúc đầu dự tính tạo thành một nhượng quyền kinh dị mới, New Line Cinema lại giao trách nhiệm chỉ đạo cho Chuck Russell. Tuy nhiên Russell lại thấy yếu tố bạo lực trong truyện tranh không phù hợp, và ông muốn bộ phim điện ảnh bớt ghê rợn hơn và giàu thú vị hơn so với nguyên tác.

### Kịch bản
Mike Werb cho biết Chuck Russell đã liên lạc với ông sau khi đọc kịch bản phim Curious George mà ông viết cho xưởng phim Imagine Entertainment. Hai người quyết định biến The Mask thành một bộ phim hài lãng mạn hoang dại. Mike Werb viết trang nháp đầu tiên cho The Mask trong chưa đến 6 tuần, và chưa đầy 2 tháng sau dự án được bật đèn xanh. Theo Mark Verheiden, họ có trang nháp kịch bản đầu tiên cho một bản phim điện ảnh hoàn tất vào năm 1990. Tiếp đó Verheiden viết trang kịch bản nháp thứ hai vào đầu năm 1991, bổ sung thêm chất liệu hài hước hơn và sau cùng đó là phần việc duy nhất mà anh làm trong The Mask. Sau đó tác phẩm bước vào giai đoạn bế tắc phát triển.

### Hiệu ứng kỹ xảo
Industrial Light & Magic (ILM) và Dream Quest Images là hai đơn vị chịu trách nhiệm xử lý hiệu ứng kỹ xảo cho The Mask. Những cảnh trong phim có liên quan đến hoạt hình máy tính đều do Wes Takahashi – đạo diễn hoạt hình của ILM giám sát. Có rất nhiều cảnh VFX đã bị cắt để tiết kiệm chi phí.

## Phát hành

### Doanh thu phòng vé
Tác phẩm gặt hái thành công lớn ở phòng vé khi thu về 119 triệu USD nội địa và hơn 350 triệu USD toàn cầu, trở thành phim điện ảnh siêu anh hùng có doanh thu cao thứ hai lúc bấy giờ, chỉ sau Batman (1989). Xét về doanh thu phòng vé với kinh phí làm phim, tác phẩm còn trở thành phim chuyển thể từ truyện tranh sinh lời nhất mọi thời đại, cho đến năm 2019 kỷ lục trên của phim mới bị Joker xô đổ. The Mask là một trong 3 bộ phim có sự góp mặt của Carrey (bên cạnh Ace Ventura: Pet Detective và Dumb and Dumber) công chiếu năm 1994 giúp đặt bệ phóng đưa nam diễn viên lên tầm cỡ siêu sao, đồng thời là tác phẩm thành công nhất trong bộ 3 nói trên, cả về phương diện chuyên môn lẫn thương mại. Phim còn đáng chú ý bởi làm bàn đạp cho Diaz – một nữ diễn viên chưa từng có tên tuổi trước đó – thành ngôi sao lớn của Hollywood.

### Đánh giá chuyên môn
Trên hệ thống tổng hợp kết quả đánh giá Rotten Tomatoes, The Mask nhận "chứng chỉ tươi" – 77% lượng đồng thuận dựa trên 52 bài đánh giá; các chuyên gia của trang web nhất trí rằng, "Dù không gây dấu ấn khá thường xuyên, nhưng màn thể hiện khoa trương đến mức mất trí của Jim Carrey, sự quyến rũ cháy bỏng của Cameron Diaz và cả phần hoạt hình quá lố vẫn giúp The Mask nổi tiếng". Trên chuyên trang Metacritic, phim đạt số điểm 56/100 dựa trên 12 nhận xét, chủ yếu là những "đánh giá trái chiều hoặc ở mức trung bình". Phim đón nhận nhiều đánh giá tích cực từ giới phê bình, trong đó nhà báo Roger Ebert của tờ Chicago Sun-Times chấm phim 3/4 sao, trong đó khen ngợi Carrey với "màn thể hiện rất vừa lòng [khán giả]". Trên chương trình truyền hình Siskel & Ebert & the Movies, giới phê bình đều ra dấu ngón tay cái, tức thể hiện sự khen ngợi bộ phim.

### Giải thưởng
The Mask đã nhận được hàng tá giải thưởng và đề cử lớn nhỏ. Nam diễn viên chính Jim Carrey dù được tôn vinh với một đề cử Quả cầu vàng cho nam diễn viên phim hài/ca nhạc xuất sắc nhất, anh lại bị dính phải một đề cử Mâm xôi vàng cho ngôi sao mới tồi nhất.
| Giải thưởng                             | Giải thưởng                                  | Giải thưởng                                                                                                | Giải thưởng |
| Giải thưởng                             | Hạng mục                                     | Đối tượng đề cử                                                                                            | Kết quả     |
| --------------------------------------- | -------------------------------------------- | --- | ----------- |
| Giải Oscar                              | Hiệu ứng hình ảnh xuất sắc nhất              | Scott Squires, Steve 'Spaz' Williams, Tom Bertino và Jon Farhat                                            | Đề cử       |
| Giải Quả cầu vàng                       | Nam diễn viên phim hài/ca nhạc xuất sắc nhất | Jim Carrey                                                                                                 | Đề cử       |
| Giải BAFTA                              | Hóa trang/làm tóc xuất sắc nhất              | Greg Cannom và Sheryl Ptak                                                                                 | Đề cử       |
| Giải BAFTA                              | Thiết kế sản xuất xuất sắc nhất              | Craig Stearns                                                                                              | Đề cử       |
| Giải BAFTA                              | Hiệu ứng hình ảnh xuất sắc nhất              | Scott Squires, Steve 'Spaz' Williams, Tom Bertino và Jon Farhat                                            | Đề cử       |
| Giải Sao Thổ                            | Phim kỳ ảo hay nhất                          | The Mask                                                                                                   | Đề cử       |
| Giải Sao Thổ                            | Thiết kế phục trang xuất sắc nhất            | Hà Nguyễn                                                                                                  | Đề cử       |
| Giải Sao Thổ                            | Hóa trang xuất sắc nhất                      | Greg Cannom                                                                                                | Đề cử       |
| Giải Hiệp hội phê bình điện ảnh Chicago | Nam diễn viên triển vọng nhất                | Jim Carrey (cho cả phim Ace Ventura: Pet Detective)                                                        | Đề cử       |
| Giải Hugo                               | Trình diễn kịch xuất sắc nhất                | Chuck Russell (đạo diễn), Mike Werb (kịch bản), Michael Fallon (đầu truyện) và Mark Verheiden (đầu truyện) | Đề cử       |
| Kids' Choice Awards                     | Ngôi sao động vật yêu thích                  | Max (Milo)                                                                                                 | Đoạt giải   |
| Kids' Choice Awards                     | Nam diễn viên điện ảnh yêu thích             | Jim Carrey                                                                                                 | Đoạt giải   |
| Giải giới phê bình điện ảnh Luân Đôn    | Diễn viên mới của năm                        | Jim Carrey (cho cả phim Ace Ventura: Pet Detective)                                                        | Đề cử       |
| Giải Điện ảnh của MTV                   | Màn diễn đột phá nhất                        | Cameron Diaz                                                                                               | Đề cử       |
| Giải Điện ảnh của MTV                   | Nữ diễn viên quyến rũ nhất                   | Cameron Diaz                                                                                               | Đề cử       |
| Giải Điện ảnh của MTV                   | Màn diễn hài xuất sắc nhất                   | Jim Carrey                                                                                                 | Đề cử       |
| Giải Điện ảnh của MTV                   | Phân cảnh nhảy đẹp nhất                      | Jim Carrey và Cameron Diaz                                                                                 | Đề cử       |
| Giải Mâm xôi vàng                       | Ngôi sao mới tồi nhất                        | Jim Carrey (cho cả phim Ace Ventura: Pet Detective và Dumb and Dumber)                                     | Đề cử       |